# Тиховање
Тиховање је религијска пракса у православном хришћанству, која се сматра обликом молитве. Тиховање је окретање пажње унутрашњем свету, да би се досегнуло Царство небеско, односно стање блажене и чисте свести и постојања које је скривено дубоко у нама. Заснива се на речима Јеванђеља: „Царство је Божије унутра у вама“ (Лука 17,21).